# Juin 1856

## Événements
- 1er juin, France : inondations catastrophiques de la Loire à Tours et dans la vallée du l'Authion (Maine-et-Loire) avec submersion des mines d'Ardoise de Trélazé, visite politique de Napoléon III.
- 2 juin : bataille de Black Jack entre pro-esclavagistes et abolitionnistes au Kansas.
- 6 juin : la reine Victoria du Royaume-Uni décerne au maréchal Aimable Pélissier la Grand-Croix de l'ordre du Bain.
- 8 juin (Australie) : 194 habitants de Pitcairn, descendants des mutinés du Bounty accostent à Norfolk.
  - La déportation de forçats vers Norfolk est suspendue : l’élevage attire des colons libres en si grand nombre que les colonies australiennes réclament l’arrêt des déportations.
- 14 juin, France : baptême du prince impérial, fils de Napoléon III.
- 24 juin, France : le général Patrice de Mac-Mahon devient sénateur.
- 25 juin, Belgique : arrêté royal approuvant la création de la Compagnie du chemin de fer de Lichtervelde à Furnes créée par Thomas Green[1].
- 28 juin : parution de l'Ancien Régime et la révolution d'Alexis de Tocqueville.

## Naissances
- 15 juin : Henri Pinta, peintre français, à Marseille, Prix de Rome en 1884 († 1944).
- 16 juin : Francis Barraud, peintre britannique († 29 août 1924).